# География на Азия
Азия е разположена почти изцяло в северното полукълбо, източно от Евразия и е най-големият от седемте континента на планетата, с 43 810 582 квадратни километра площ или 8,6% от общата земна повърхност и 29,4% от твърдата земна площ.
Има повече от 50 страни на територията си и през 2018 г. има население от почти четири милиарда и половина или повече от 60% от населението на света. Азия има няколко световни географски рекорда: максималната надморска височина с Еверест (8848 метра), минималната надморска височина с Мъртво море (-430 метра) и земната точка, най-отдалечена от всеки океан, на 2648 километра от най-близкото крайбрежие.
Азия е съставен континент, състоящ се от три основни платформи: Сибирска платформа, Индийска плоча и Арабска плоча. В периферията на тези стари плочи се образуват орогенни пояси. Трите основни пояса (алпийският пояс, частично припокриващ се със средноазиатския орогенен пояс и поясът на Верхоянск) са дом на редица микроконтиненти и малки плочи. Орогенният пояс на Централна Азия (простиращ се от Урал до Тихия океан), наричан още Алтаиди, съответства (след разделянето на Гондвана) на тектонския колаж от Централна Азия, който оформя очертанията на азиатския континент и след това е разширен с формирането на триасната Кунлун-Сонгпан-Ганзе, Индокитай, от юра до креда Тибет и терциерната Хималаи вериги, последвани от развитието на сложната тихоокеанска западна система.
Урал, който маркира границата между Азия и Европа, има геоложка история, различна от централния и алпийския пояси. По време на формирането на Пангея, преди около 260 милиона години, палеоконтинентите на Сибир и Казахстания се сблъскват със свръхконтинента Лаурусия (която включва това, което в наши дни съответства на Северна Европа и Северна Америка) на източния му край, затваряйки Уралския океан и причинявайки уралската орогенеза. Този пояс се състои от метаморфни и седиментни скали, които са формирани главно в пермския и триасния периоди, но също така включват юрски формации в Таймир, оттам и орогенезен пояс на Урал-Таймир. По същия начин Верхоянският пояс е резултат от различен сблъсък.